# Vi sitter i Ventrilo och spelar DotA
Vi sitter i Ventrilo och spelar DotA (in alcune nazioni conosciuto più semplicemente come DotA) è il titolo del secondo singolo estratto dal secondo album di Basshunter, LOL <(^^,)>.

## Il brano
Musicalmente, la canzone è un remix di Daddy DJ, singolo del 2001 pubblicato dall'omonimo progetto musicale. Le parole, invece, parlano di un gruppo di amici che parlano sul programma di chat vocale Ventrilo mentre giocano a Warcraft III: The Frozen Throne. La canzone, infatti contiene anche alcuni campionamenti di effetti sonori di quel gioco. La mappa personalizzata visibile in alcuni momenti del video è appunto chiamata Defense of the Ancients, abbreviata in DotA. È stata pubblicata anche una versione in inglese del brano con il titolo All I ever wanted.
Letteralmente il brano è traducibile in Siamo seduti in Ventrilo a giocare a DotA.

## Tracklist
CD single
1. Vi sitter i Ventrilo och spelar DotA [Single Version] - 3:55
2. Vi sitter i Ventrilo och spelar DotA [Club Mix] - 5:43

## Classifiche
| Classifica (2008-2010)    | Posizione massima |
| ------------------------- | ----------------- |
| Finlandia                 | 2                 |
| Svezia                    | 6                 |
| Danimarca                 | 7                 |
| Norvegia                  | 7                 |
| Paesi Bassi               | 8                 |
| Austria                   | 18                |
| Germania                  | 33                |
| Irlanda                   | 49                |
| Eurochart Hot 100 Singles | 116               |